# أليش تشيرماك
أليش تشيرماك (بالتشيكية: Aleš Čermák) هو لاعب كرة قدم تشيكي في مركز الوسط، ولد في 1 أكتوبر 1994 في براغ في جمهورية التشيك. شارك مع منتخب التشيك تحت 17 سنة لكرة القدم ومنتخب التشيك تحت 18 سنة لكرة القدم ومنتخب التشيك تحت 19 سنة لكرة القدم ومنتخب جمهورية التشيك تحت 20 سنة لكرة القدم ومنتخب جمهورية التشيك تحت 21 سنة لكرة القدم. أما مع النوادي، فقد لعب مع سبارتا براغ ونادي ملادا بوليسلاف ونادي هراتس كرالوفه.

## وصلات خارجية
- أليش تشيرماك على موقع الاتحاد التشيكي (الإنجليزية)
- أليش تشيرماك على موقع قاعدة بيانات كرة القدم.إي يو (الإنجليزية)
- أليش تشيرماك على موقع Soccerway.com (الإنجليزية)
- أليش تشيرماك على موقع AS.com (الإسبانية)

{{شريط تصفح تشكيلة فريق كرة قدم
|الاسم=
|اسم الفريق= فيكتوريا بلزن
|القائمة=
- 2 Lukáš Hejda [الإنجليزية]‏
- 3 ماركوفيتش
- 5 Karel Spáčil [الإنجليزية]‏
- 6 Lukáš Červ [الإنجليزية]‏
- 7 كابونغو
- 9 Denis Višinský [الإنجليزية]‏
- 10 كوبيك
- 11 فيدرا
- 13 Marián Tvrdoň [الإنجليزية]‏
- 14 دوسكي

{{لاعب تشكيلة فريق كرة قدم|الرقم=15|الاسم=Šilhavý
- 17 Rafiu Durosinmi [الإنجليزية]‏
- 18 Tomáš Ladra [الإنجليزية]‏
- 19 سواري
- 20 Jiří Panoš [الإنجليزية]‏
- 21 Václav Jemelka [الإنجليزية]‏

{{لاعب تشكيلة فريق كرة قدم|الرقم=22|الاسم=Paluska
- 23 Martin Jedlička [الإنجليزية]‏
- 24 هافيل
- 29 Slončík
- 31 Pavel Šulc [الإنجليزية]‏
- 32 Matěj Valenta [الإنجليزية]‏
- 40 Sampson Dweh [الإنجليزية]‏
- 44 Florian Wiegele [الإنجليزية]‏
- 80 Prince Kwabena Adu [الإنجليزية]‏
- 85 Adrian Zeljković [الإنجليزية]‏
- 99 Amar Memić [الإنجليزية]‏
- مدرب: كوبيك